# Arrondissement de Prenzlau

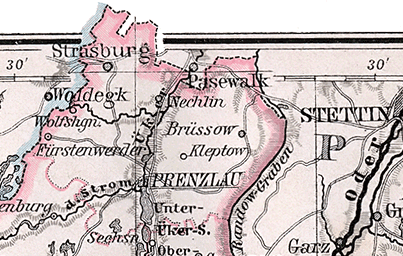
L'arrondissement en 1905

L'arrondissement de Prenzlau est un ancien arrondissement du Brandebourg. Il fait partie de la province prussienne de Brandebourg et de l'État de Brandebourg de la Zone d'occupation soviétique et de la RDA de 1817 à 1952.

## Territoire
L'arrondissement de Prenzlau comprend le 1er janvier 1945 les trois villes de Brüssow, Prenzlau et Strasburg et 91 autres communes. Aujourd'hui, l'ancienne zone de l'arrondissement appartient maintenant à l'arrondissement d'Uckermark dans le Brandebourg et de l'arrondissement de Poméranie-Occidentale-Greifswald dans le Mecklembourg-Poméranie-Occidentale.

## Histoire

### Royaume de Prusse
Dans le cadre de la formation des provinces et districts en Prusse, une réforme des arrondissements a lieu dans le district de Potsdam dans la province de Brandebourg avec effet au 1er avril 1817, au cours de laquelle les trois nouveaux arrondissements d'Angermünde (de), Prenzlau et Templin sont formés dans l'Uckermark. L'arrondissement de Prenzlau se compose de la partie nord de l'Uckermark,. Le bureau de l'arrondissement est situé dans la ville de Prenzlau.

### État libre de Prusse
Le 30 septembre 1929, conformément à l'évolution du reste de l'État libre de Prusse, une réforme territoriale a également lieu dans l'arrondissement de Prenzlau, au cours de laquelle tous les districts de domaine sont dissous et attribués aux communes rurales voisines. Le 1er avril 1937, le lac Kornow est transféré de l'arrondissement de Prenzlau à l'arrondissement de Stargard (de) du Mecklembourg.
Au printemps 1945, le territoire de l'arrondissement est occupé par l'Armée rouge.

### Zone d'occupation soviétique/RDA
En 1945, le district de Prenzlau devient une partie de l'État de Brandebourg, qui fait partie de la RDA depuis 1949. La loi sur la modification pour l'amélioration des frontières des arrondissements et des communes du 28 avril 1950 apporte d'importantes modifications territoriales au 1er juillet 1950
- Les communes de Bergholz, Blumenhagen, Brietzig, Caselow, Groß Luckow, Güterberg, Klein Luckow, Milow, Neuensund, Papendorf, Polzow, Roggow, Rollwitz, Rossow, Schmarsow, Schwarzensee, Spiegelberg, Strasburg, Wetzenow, Wilsickow, Wismar et Zerrenthin sont transférées de l'arrondissement de Prenzlau au nouveau arrondissement de Pasewalk (de).
- Les communes de Battinsthal, Glasow, Grünz, Hohenholz, Krackow, Ladenthin, Lebehn, Nadrensee, Penkun, Pomellen, Sommersdorf, Storkow et Wollin de l'arrondissement de Randow (de) sont transférées dans l'arrondissement de Prenzlau.
- Les communes de Bertikow, Hohengüstow et Lützlow sont transférées de l'arrondissement d'Angermünde (de) à l'arrondissement de Prenzlau.
- Les communes de Naugarten, Parmen, Potzlow et Weggun sont transférées de l'arrondissement de Templin à l'arrondissement de Prenzlau.

Lors de la réforme de l'arrondissement de la RDA (de) de 1952, l'arrondissement est considérablement réduit :
- Les communes de l'arrondissement dissout de Randow, qui sont transférés dans l'arrondissement de Prenzlau en 1950, sont maintenant transférées dans l'arrondissement de Pasewalk (de).
- En outre, la ville de Brüssow et les communes de Bagemühl, Bröllin, Damerow, Fahrenwalde, Grünberg, Nechlin, Nieden, Woddow, Wollschow et Züsedom sont transférées de l'arrondissement de Prenzlau à l'arrondissement de Pasewalk.
- Les communes de Fahrenholz, Jagow, Hetzdorf, Lübbenow, Schlepkow, Trebenow et Wolfshagen sont transférées de l'arrondissement de Prenzlau au nouveau arrondissement de Strasbourg (de).

La zone d'arrondissement restante devient l'arrondissement de Prenzlau (de), qui est ajouté au district nouvellement formé de Neubrandenbourg. Dans le même temps, les communes de Blankenburg, Gramzow, Meichow, Neumeichow, Seehausen et Warnitz sont transférées de l'arrondissement d'Angermünde vers l'arrondissement de Prenzlau.

### République fédérale d'Allemagne
En 1990, les citoyens des arrondissements de Prenzlau et de Templin (de) décident à une écrasante majorité d'appartenir à l'État de Brandebourg.
Par un traité d'État entre les Länder de Brandebourg et de Mecklembourg-Poméranie-Occidentale, les communes de Bagemühl, Grünberg, Nechlin, Woddow, Wollschow-Menkin et la ville de Brüssow dans l'arrondissement de Pasewalk ainsi que les communes de Fahrenholz, Güterberg, Jagow, Lemmersdorf, Lübbenow, Milow, Trebenow, Wilsickow, Wismar et Wolfshagen de l'arrondissement de Strasbourg sont transférées du Mecklembourg-Poméranie-Occidentale au Brandebourg le 1er juillet 1992. Toutes ces communes ont appartenu au Brandebourg jusqu'aux réformes des arrondissements au début des années 1950.
Les arrondissements d'Angermünde (de), Prenzlau et Templin ainsi que la ville indépendante de Schwedt fusionnent dans l'arrondissement d'Uckermark en 1993.

## Évolution démographique
| Année | Population | Source |
| ----- | ---------- | ------ |
| 1816  | 35 569     | [ 4 ]  |
| 1846  | 52 404     |        |
| 1871  | 53 031     | [ 5 ]  |
| 1890  | 56 065     |        |
| 1900  | 59 340     | [ 6 ]  |
| 1910  | 61 878     | [ 6 ]  |
| 1925  | 64 295     | [ 6 ]  |
| 1933  | 62 088     | [ 6 ]  |
| 1939  | 64 641     | [ 6 ]  |
| 1946  | 73 490     | [ 7 ]  |

## Administrateurs de l'arrondissement
- 1817-1837 Ludwig von Winterfeldt (de)
- 1837-1863 Carl von Stülpnagel (de) (1788-1875)
- 1863–1896 Ulrich von Winterfeldt (de) (1823–1908) (Parti conservateur allemand)
- 1896-1897 Joachim von Winterfeldt-Menkin (de) (1865-1945)
- 1904-1914 Helmuth von Maltzahn (de) (1870-1959)
- 1914-1918 Hermann von Engelbrechten-Ilow (de)
- 1918-1920 Ulrich von Heyden (de) (1873-1963)
- 1920-1921 Friedrich Wilhelm Dombois (de) (1890-1982)
- 1921-1933 Kurt von Lettow-Vorbeck (de) (1879-1960)
- 1933-1938 Silvio Conti (de) (1899-1938)
- 1938-1940 Heinz Müller-Hoppenworth (de) (1907-1942)
- 1940–1945 Werner Kalmus (de) (1892–1972) (NSDAP)

## Constitution communale jusqu'en 1945
L'arrondissement de Prenzlau est divisé en villes, communes et - jusqu'à leur dissolution en 1929 - en districts de domaine. Avec l'introduction du code communal allemand du 30 janvier 1935, le principe du leader est imposé au niveau communal. Une nouvelle constitution de l'arrondissement n'est plus créée; les règlements d'arrondissement pour les provinces de Prusse-Orientale et Occidentale, de Brandebourg, de Poméranie, de Silésie et de Saxe du 19 mars 1881 est toujours en vigueur.

## Villes et communes

### Situation en 1945
En 1945, les villes et communes suivantes appartiennent à l'arrondissement de Prenzlau :
| - Arendsee - Bagemühl - Bandelow - Basedow - Battin - Baumgarten - Beenz - Bergholz - Bietikow - Blindow - Blumenhagen - Brietzig - Bröllin - Brüssow, ville - Carmzow - Caselow - Cremzow - Damerow - Damme - Dauer - Dedelow - Drense - Eickstedt - Ellingen | - Fahrenholz - Fahrenwalde - Falkenhagen - Falkenwalde - Ferdinandshorst - Fürstenwerder - Gollmitz - Göritz - Grenz - Grimme - Groß Luckow - Groß Sperrenwalde - Grünberg - Grünow - Güstow - Güterberg - Hetzdorf - Hindenburg - Holzendorf - Jagow - Klein Luckow - Kleptow - Klinkow - Klockow | - Kraatz - Lemmersdorf - Lübbenow - Menkin - Milow - Nechlin - Neuenfeld - Neuensund - Nieden - Papendorf - Polzow - Prenzlau, ville - Rittgarten - Roggow - Rollwitz - Röpersdorf - Rossow - Schapow - Schenkenberg - Schlepkow - Schmarsow - Schmölln - Schönermark - Schönfeld | - Schönwerder - Schwaneberg - Schwarzensee - Seelübbe - Spiegelberg - Sternhagen - Strasburg, ville - Trampe - Trebenow - Wallmow - Werbelow - Wetzenow - Wilsickow - Wismar - Woddow - Wolfshagen - Wollin - Wollschow - Zerrenthin - Ziemkendorf - Zollchow - Züsedom |

### Changement de nom
La commune de Hindenburg est rebaptisée Lindenhagen en 1949.

## Personnalités liées à l'arrondissement
- Reinhold Koser (1852-1914), historien né à Schmarsow.
- Hans Steffen (1865-1936), géographe né à Fürstenwerder